# Pitimbu
Pitimbu là một đô thị thuộc bang Paraíba, Brasil. Đô thị này có diện tích 136,045 km², dân số năm 2007 là 17226 người, mật độ 126,6 người/km².